# Fichous-Riumayou
 Fichous-Riumayou  es una población y comuna francesa, en la región de Aquitania, departamento de Pirineos Atlánticos, en el distrito de Pau y cantón de Arzacq-Arraziguet.

## Demografía
| 150 | 138 | 128 | 128 | 138 | 146 |
| Para los censos de 1962 a 1999 la población legal corresponde a la población sin duplicidades (Fuente: INSEE [Consultar]) |     |     |     |     |     |